# Baby Blood
Pour plus de détails, voir Fiche technique et Distribution.
Baby Blood est un film d'horreur français réalisé par Alain Robak, sorti en 1990.
Une suite, Lady Blood, a été réalisée en 2008 par Jean-Marc Vincent.

## Synopsis
Yanka (Emmanuelle Escourrou), 23 ans, est la jeune maîtresse du directeur d'un cirque Lohman (Christian Sinniger), un homme colérique, itinérant et brutal. Un jour, un léopard en provenance d'Afrique est accueilli comme nouveau pensionnaire au sein de la ménagerie. La nuit même, l'animal est retrouvé dans sa cage en un tas informe de chair sanguinolente. 
Alors qu'une battue s'organise pour retrouver le responsable du forfait, un parasite ressemblant à un serpent qui habitait les entrailles du fauve s'introduit dans le corps de Yanka au cours de la nuit. Le lendemain, la jeune femme se trouve enceinte d'un être sanguinaire qui la pousse au meurtre pour assouvir son insatiable soif de sang humain.

## Fiche technique
- Titre : Baby Blood
- Réalisation : Alain Robak
- Scénario : Serge Cukier et Alain Robak
- Production : Joëlle Malberg, Irène Sohm et Ariel Zeitoun
- Musique : Carlos Acciari
- Photographie : Bernard Déchet
- Montage : Elisabeth Moulinier
- Pays d'origine :  France
- Langue : français
- Budget : 7 000 000 FF
- Format : Couleurs - 1,85:1 - Dolby Surround - 35 mm
- Genre : Horreur gore
- Durée : 84 minutes
- Date de sortie : 24 janvier 1990 (France)
- Film interdit aux moins de 12 ans lors de sa sortie en France

## Distribution
- Emmanuelle Escourrou : Yanka
- Christian Sinniger : Lohman, le directeur du cirque
- Jean-François Gallotte : Richard
- Roselyne Geslot : Rosette, la caissière du self
- Rémy Roubakha : le passager du taxi
- Thierry Le Portier : le dompteur
- Jean-Yves Lafesse : le routier
- Jacques Audiard : le jogger
- Éric Averlant : le chauffeur du bus
- Alain Chabat : la victime poignardée
- Christophe Rossignon : le chauffeur du taxi
- Yann Piquer : le clochard
- François Frapier : le premier camionneur

## Accueil
Le film, jugé trop « gore », est présenté hors compétition au festival international du film fantastique d'Avoriaz avec Shocker de Wes Craven. Le festival lui décernera quand même le prix du jury, cas unique dans l'histoire du festival.

## Autour du film
- À noter, les apparitions de Jacques Audiard en décapité, Alain Chabat en passant poignardé et Jean-Yves Lafesse en conducteur de poids lourd.
- Alain Robak, le réalisateur du film, ainsi que Benoît Lestang et Jean-Marc Toussaint, les responsables maquillages et effets spéciaux, apparaissent dans le rôle d'un ambulancier et de deux infirmiers.
- Quelques mois avant le tournage du film, Alain Robak réalise Corridor, court métrage horrifique de 7 minutes avec une bonne partie de l'équipe technique déjà en place. Jean-François Gallotte tient le premier rôle, Jean-Marc Toussaint cosigne le scénario et crée les effets spéciaux. Corridor obtient le Prix du court métrage au Festival international de Paris du film fantastique et de science-fiction, en 1989 à La Maison de la Mutualité. Il sera ensuite inclus dans le long métrage Adrénaline produit par Yann Piquer.
- Le film a fait l'objet d'une suite Lady Blood (2008), réalisée par Jean-Marc Vincent, toujours interprétée par Emmanuelle Escourrou.